# Saint-Jean-de-Tholome
Saint-Jean-de-Tholome este o comună în departamentul Haute-Savoie din sud-estul Franței. În 2009 avea o populație de 874 de locuitori.

## Evoluția populației
| An        | 1975 | 1982 | 1990 | 1999 | 2006 | 2009 |
| --------- | ---- | ---- | ---- | ---- | ---- | ---- |
| Populație | 422  | 466  | 535  | 745  | 857  | 874  |